# كورليه (أين)
كورليه (بالفرنسية: Corlier)‏ هي بلدية فرنسية تقع في إقليم الأين في فرنسا. رمز إنسي لها هو:1121. أما الرمز البريدي لها فهو: 1110.

## أعلام
- تشارلز جولييت